# 수릉봉산계표석
수릉봉산계표석(綏陵封山界標石)은 대한민국 대구광역시 동구 신무동에 있는 조선시대의 표석이다. 1995년 5월 12일 대구광역시의 문화재자료 제33호로 지정되었다.

## 개요
팔공산에 자리잡은 수릉(조선 헌종의 부친인 익종의 능)과 향탄(왕실에서 사용하는 목탄)의 보호를 위해 산의 출입을 금지하고 있는 일종의 푯말이다.
자연바위를 그대로 사용하였는데, 앞에서 볼 때 삼각형 모양이고 윗면은 튀어나와 있다. 표석에는 '수릉봉산계'라는 글자를 세로로 두 줄 새겼는데, 마지막 '계'자는 두 줄사이에 적어 놓았다.
근처에 있는 '수릉향탄금계표석'과 같은 의미로, 글자의 크기나 규격이 비슷하여 동일한 시대에 제작된 것으로 보이는데, 이는 또한 이 일대가 보호림으로 지정되었었음을 말해주는 것이다.

## 같이 보기
- 수릉향탄금계표석 - 대구광역시 문화재자료 제21호

## 참고 문헌
- 수릉봉산계표석 - 국가유산청 국가유산포털